# Турткуль (місто)
Турткуль (до 1920 року — Петро-Александровськ; кар. Twoʻrtkuʻl; узб. Тўрткўл, Toʻrtkoʻl) — місто районного підпорядкування в Каракалпакстані (Узбекистан), центр Турткульського району.
Місто розташоване за 170 км на південний схід від Нукуса. Залізнична станція Туртгул на лінії Нукус — Міскін.
Населення 36 346 мешканців (перепис 1989).
Бавовноочисний завод, бавовнопрядильна, бавовноткацька фабрики.

## Історія
Засноване у 1873 році. Було центром Амудар'їнського відділу Сирдар'їнської області Російської імперії. У 1925–1932 роках місто було центром Кара-Калпацької АО, у 1932—1939 роках — столицею Кара-Калпацької АРСР. У зв'язку з підмиванням правого берега Амудар'ї у 1949 році перенесене на нове місце.

## Назва
Назва міста з узбецької та каракалпацької мов перекладається як «Чотири озера».